# Aghwinit
Aghwinit (arabiska: أغوانيت, spanska: Agüenit, franska: Aghouinite) är en ort i Västsahara. Den ligger i den södra delen av landet, cirka 500 km söder om huvudstaden Al-Ayun, inom det område som kontrolleras av Västsahariska republiken, Sahariska arabiska demokratiska republiken (SADR).
I SADR:s administrativa indelning är Aghwinit huvudort i en kommun med samma namn. Aghwinit är också en landskommun i Marockos administrativa indelning, men Marocko kontrollerar endast en mindre del av kommunens område.